# Marit Kamps
Marit Kamps (* 4. März 2001 in Assen) ist eine niederländische Judoka. Sie gewann bis 2024 eine Bronzemedaille bei Europameisterschaften.

## Sportliche Karriere
Marit Kamps war 2017 Dritte und 2018 Zweite der Kadetteneuropameisterschaften in der Gewichtsklasse über 70 Kilogramm. 2019 wurde sie Dritte der Junioreneuropameisterschaften und der Juniorenweltmeisterschaften in der Gewichtsklasse über 78 Kilogramm, in der sie seither kämpft. 2020 wurde sie Zweite der Junioreneuropameisterschaften und 2021 wieder Dritte. Bei den Juniorenweltmeisterschaften 2021 gewann sie den Titel.
2022 bei den Europameisterschaften in Sofia unterlag sie im Viertelfinale der Italienerin Asya Tavano. Den Kampf um Bronze verlor sie gegen die Türkin Sebile Akbulut. Fünf Monate später bei den Weltmeisterschaften in Taschkent unterlag sie im Viertelfinale der Französin Romane Dicko und belegte den siebten Platz.
2023 bei den Weltmeisterschaften in Doha schied Kamps im Achtelfinale gegen die Französin Julia Tolofua aus. Bei der im Rahmen der Europaspiele 2023 in Krakau ausgetragenen Mixed-Team-Europameisterschaft belegte das niederländische Team den dritten Platz. Im November 2023 bei den Europameisterschaften in Montpellier unterlag Kamps im Halbfinale Romane Dicko, den Kampf um Bronze gewann sie gegen die Türkin Kayra Özdemir.
Bei den Europameisterschaften 2024 in Zagreb verlor Kamps im Achtelfinale gegen Larisa Cerić aus Bosnien-Herzegowina. Vier Wochen später bei den Weltmeisterschaften in Abu Dhabi schied Kamps im Achtelfinale gegen die Südkoreanerin Kim Ha-yun aus. Bei den Olympischen Spielen 2024 in Paris schied Kamps im Achtelfinale gegen die Israelin Raz Hershko aus.